# Tulio Moy
Tulio Moy (Piacenza, 27 settembre 1856 – Piacenza, 1894) è stato un pittore italiano.

## Biografia
Attivo principalmente come pittore di paesaggi a Bologna, ove fu nominato membro onorario dell’Accademia delle belle arti. Studiò con Paul Cézanne. Nel 1880 espose a Torino Sul finire d'autunno, nel 1883 a Roma Bizzarrie d'estate e Prime nebbie, nel 1884 nuovamente a Torino Sull'Appennino e Tenuta, nel 1886 a Milano Ultime foglie e Mors et vita, nel 1887 a Venezia Brume autunnali, Fra gli abeti, A febbraio. Tra le altre opere: Mattino di primavera, Sul monte, Boscaglia, Giornata triste, Tramonto e In ottobre.
I suoi funerali vennero eseguiti a Pontenure.